# АКС-74У
АКС-74У (рос. Автомат Калашникова складной образца 1974 года укороченый; розм. «Ксюха» або «Крінкот») — автомат Калашникова зі складаним прикладом і вкороченим стволом. Розроблений як мобільніший варіант штатного АК-74 і є по суті карабіном на його базі.

## Відомості
Загальним його призначенням було озброїти десантні, танкові, інженерні війська, які АК-74 не влаштовував своїми габаритами, але в той самий час він мав бути максимально уніфікованим з останнім. У цьому плані АКС-74У є вдалою зброєю, хоча у плані влучності та дальності стрільби він передбачувано програє АК-74. Також, окрім армії, АКС-74У використовується в органах МВС і спецслужбах. Перебуває на озброєнні багатьох країн, включаючи Україну.

### Переваги
Загалом АКС-74У є вдалою зброєю:
- компактний,
- надійний,
- уніфікований зі своїм штатним побратимом,
- з досить високою пробивною здатністю та ефективною відстанню вогню (400 м) для зброї малих габаритів.

### Недоліки
Цей автомат (штатна модель) має недоліки, серед яких:
- сильне перегрівання ствола при стрільбі (вирішується шляхом заміни цівки на металеву, вентильовану),
- мала купність стрільби (вирішується шляхом загальної модернізації деталей: заміни штатного полум'ягасника на сучасне дулове гальмо, аналогічно з пістолетним руків'ям та прикладом, та монтажем переднього вертикального чи кутового руків'я під цівкою, наприклад як у цьому варіанті),
- при використанні спецслужбами та органами правопорядку в густонаселених районах та у приміщеннях ефективна відстань вогню АКС-74У є надмірною, що може призвести до ураження невинних громадян через велику відстань польоту кулі та рикошети.

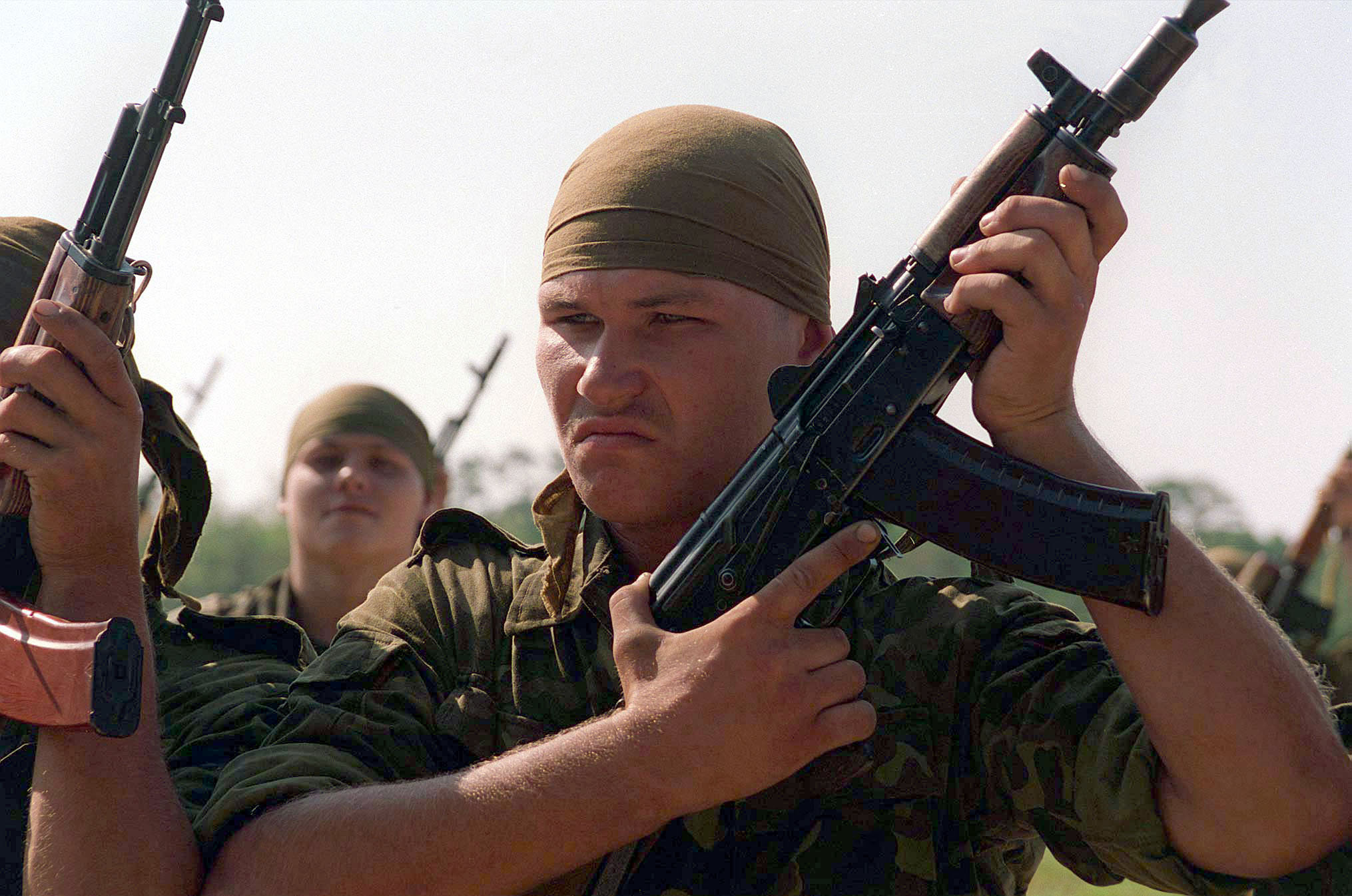
Українські морські піхотинці з АКС-74У.

### Автомати на базі АКС-74У
Автомати, створені на базі АКС-74У, це ОЦ-11 та ОЦ-14, обидва калібром 9×39 мм, але в ОЦ-14 існує модифікація під набій калібру 5.45×39 мм.
Також було створено автомат АК-105 як потенційна заміна АКС-74У:
- довжина зброї була підвищена з 730 до 824 мм, з 490 до 586 мм при складеному прикладі,
- початкова швидкість польоту кулі була підвищена з 735 до 840 м/c,
- темп вогню знизився зі 650—700 до 600 пострілів на хвилину,
- вага зброї підвищилася з 3 до 3,5 кг при повному магазині, з 2,7 до 3,2 кг при порожньому; досі в органах МВС та ЗСУ вага цього типу "АК" є стандартною, для зброї зі спорядженним магазином дорівнює 3.0 кг при споряженому магазині 30 патронами калібру 5,45 х 39 мм,
- приклад та цівка замінені на аналогічні в АК-74М,
- на відміну від АКС-74У газова камера не була перенесена,
- у варіанті АК-105-2, додано можливість стрільби по 3 постріли.

Нині АК-105 використовують спецпідрозділи Збройних сил Казахстану, а також деякі підрозділи МВС РФ.